# Amadeo VII de Saboya
Amadeo VII (Chambéry, 24 de febrero de 1360 - Castillo de Ripaille, Thonon-les-Bains, 1 de noviembre de 1391), llamado el Conde Rojo,  fue conde de Saboya desde 1383 hasta 1391. Era hijo de Amadeo VI de Saboya y Bona de Borbón.
En 1388, adquirió territorios en el este de Provenza y la ciudad portuaria de Niza, dando así al condado de Saboya acceso al Mar Mediterráneo.

## Matrimonio y descendencia
Se casó con Bona de Berry, hija de Juan I de Berry, quien era el hermano menor de Carlos V de Francia. Tuvo tres hijos:
- Amadeo VIII de Saboya, (1383-1451) quien le sucedió como conde y elevó su dignidad a duque.[3]
- Bona (1388-1432) casada con Luis de Saboya-Acaya, príncipe de Piemonte y el último de la rama Saboya-Acaya (ver también Tomás II, Conde de Piamonte)
- Juana (1392-1460), que en 1412 se casó con el marqués Juan Jaime de Montferrato, un descendiente del Emperador Bizantino Andrónico II Paleólogo, de Juan II de Montferrato y de Jaime III de Mallorca.

Además, tuvo dos hijos ilegítimos:
- Humberto llegó a ser conde de Romont, murió en 1443.
- Jaimita.

| Predecesor: Amadeo VI | Conde de Saboya 1383-1391 | Sucesor: Amadeo VIII |

- Datos: Q451998
- Multimedia: Amadeus VII, Count of Savoy / Q451998